# Gorden-Staupitz
Gorden-Staupitz ist eine Gemeinde im südbrandenburgischen Landkreis Elbe-Elster. Die Gemeinde gehört dem Amt Plessa an.

## Geografie
Der Ort befindet sich etwa 13 Kilometer nordöstlich von Elsterwerda sowie 12 Kilometer südlich von Finsterwalde im Naturpark Niederlausitzer Heidelandschaft.
Klima
Gorden-Staupitz liegt mit seinem humiden Klima in der kühl-gemäßigten Klimazone, jedoch ist ein Übergang zum Kontinentalklima spürbar.
Die nächsten Wetterstationen befinden sich in Richtung Norden in Doberlug-Kirchhain, südwestlich des Ortes in Torgau sowie südlich in Oschatz und Dresden.

## Gemeindegliederung

Gorden-Staupitz auf einer geschichtlichen Karte des Kreises Liebenwerda (1910).

Ortsteile der Gemeinde sind Gorden und Staupitz. Hinzu kommt der Wohnplatz Forsthaus Oppelhainer Pechhütte.

## Geschichte
Gorden gehörte seit 1816 zum Kreis Liebenwerda, Staupitz zum Kreis Luckau in der Provinz Brandenburg. Gorden wurde 1952 in den Kreis Bad Liebenwerda, Staupitz in den Kreis Finsterwalde (beide im DDR-Bezirk Cottbus) eingegliedert. Seit 1993 liegen die Orte im brandenburgischen Landkreis Elbe-Elster.
Gorden-Staupitz entstand am 31. Dezember 2001 aus dem freiwilligen Zusammenschluss der bis dahin selbstständigen Gemeinden Gorden und Staupitz.

### Ortsteil Gorden
Gorden wurde 1297 in einer Urkunde des Klosters Dobrilugk unter dem Namen Gordan erstmals urkundlich erwähnt. Die erste massive Kirche wurde 1749 errichtet.

### Ortsteil Staupitz
Im Jahre 1955 wurden in Staupitz zwei gut erhaltene Gräber aus der Bronzezeit entdeckt. Umrandet wurden diese Gräber von kreisförmig angeordneten Findlingen. Eines der Gräber enthielt 14 Urnen (teilweise Buckelurnen), deren Größe bis zu einer Höhe von ca. 30 cm und einem Durchmesser von ca. 40 cm reichte. Ihrer Gestaltung nach gehörten diese zur Lausitzer Kultur und stammten etwa aus dem Jahre 1200 vor unserer Zeitrechnung (Bronzezeit).
Im Jahr 1231 wurde Staupitz im „Urkundenbuch des Klosters Dobrilugk und seiner Besitzungen“ erstmals unter dem Namen „Stupozke“ urkundlich erwähnt. „Die Dorfbewohner des Dobrilugker Klostergebietes nach dem Urbar von 1546“ beinhaltet vermutlich das älteste Einwohnerverzeichnis des Ortes, worin zur damaligen Zeit 19 Bauern und sechs Gärtner verzeichnet sind.
Im Jahre 1643, zur Zeit des Dreißigjährigen Krieges, wird von der Niederbrennung von sechs Bauernhöfen im Ort berichtet. Die Staupitzer Kirche wurde im Jahre 1685 des Alters wegen von Grund auf erneuert.
Im Jahre 1723 zählte die Gemeinde 16 Hüfner, sechs Gärtner und sechs Häusler. Am 9. Juni 1759 kam es zu einem Großbrand im Ort, bei dem unter anderem auch die Kirche und das Wirtshaus zerstört wurden. Der Wiederaufbau der Kirche fand 1786 statt. Der Grundstein für den separat stehenden Kirchturm wurde am 29. Juli 1889 gelegt und am 14. Oktober 1889 wurde dessen Richtfest gefeiert.
Am 22. April 1945 wurde Staupitz von Truppen der Roten Armee besetzt. In den Mittagsstunden des folgenden Tages kam es zu Gefechten, da vereinzelte Truppenteile der Wehrmacht auf ihrem Weg nach Westen durch den Ort kamen.

## Bevölkerungsentwicklung
| Jahr | Gorden | Staupitz |      | Jahr  | Gorden- Staupitz |
| ---- | ------ | -------- | ---- | ----- | ---------------- |
| 1875 | 600    | 331      | 2001 | 1 209 |                  |
| 1910 | 700    | 496      | 2005 | 1 148 |                  |
| 1939 | 813    | 616      | 2010 | 1 059 |                  |
| 1946 | 1 119  | 731      | 2015 | 0 957 |                  |
| 1950 | 1 034  | 751      | 2020 | 0 943 |                  |
| 1971 | 873    | 647      | 2021 | 0 935 |                  |
| 1990 | 720    | 591      | 2022 | 0 947 |                  |
| 1995 | 675    | 573      | 2023 | 0 928 |                  |
| 2000 | 650    | 564      | 2024 | 0 929 |                  |

Gebietsstand des jeweiligen Jahres, Einwohnerzahl: Stand 31. Dezember (ab 1991), ab 2011 auf Basis des Zensus 2011, ab 2022 auf Basis des Zensus 2022

## Politik

### Gemeindevertretung
Die Gemeindevertretung von Gorden-Staupitz besteht aus zehn Gemeindevertretern und dem ehrenamtlichen Bürgermeister. Die Kommunalwahl am 9. Juni 2024 führte bei einer Wahlbeteiligung von 73,7 % zu folgendem Ergebnis:
| Wählergruppe                                   | Stimmenanteil | Sitze |
| ---------------------------------------------- | ------------- | ----- |
| Wählergruppe Dorfclub Gorden                   | 43,4 %        | 4     |
| Wählergruppe „Rubbeldikaz“ Staupitz            | 21,6 %        | 2     |
| Wählergruppe Sportverein Schwarz-Weiß Staupitz | 18,7 %        | 2     |
| Wählergruppe Freiwillige Feuerwehr Staupitz    | 16,3 %        | 2     |

### Bürgermeister
- 1993–2008: Cornelia Thor[11]
- 2008–2021: Fred Wickfeld (SPD)[12]
- seit 2021: Enrico Schiemang (Wählergruppe Dorfclub Gorden)[13]

Schiemang wurde bei der Bürgermeisterwahl am 9. Juni 2024 ohne Gegenkandidaten mit 85,0 % der gültigen Stimmen für eine volle Amtszeit von fünf Jahren in seinem Amt bestätigt.

## Sehenswürdigkeiten

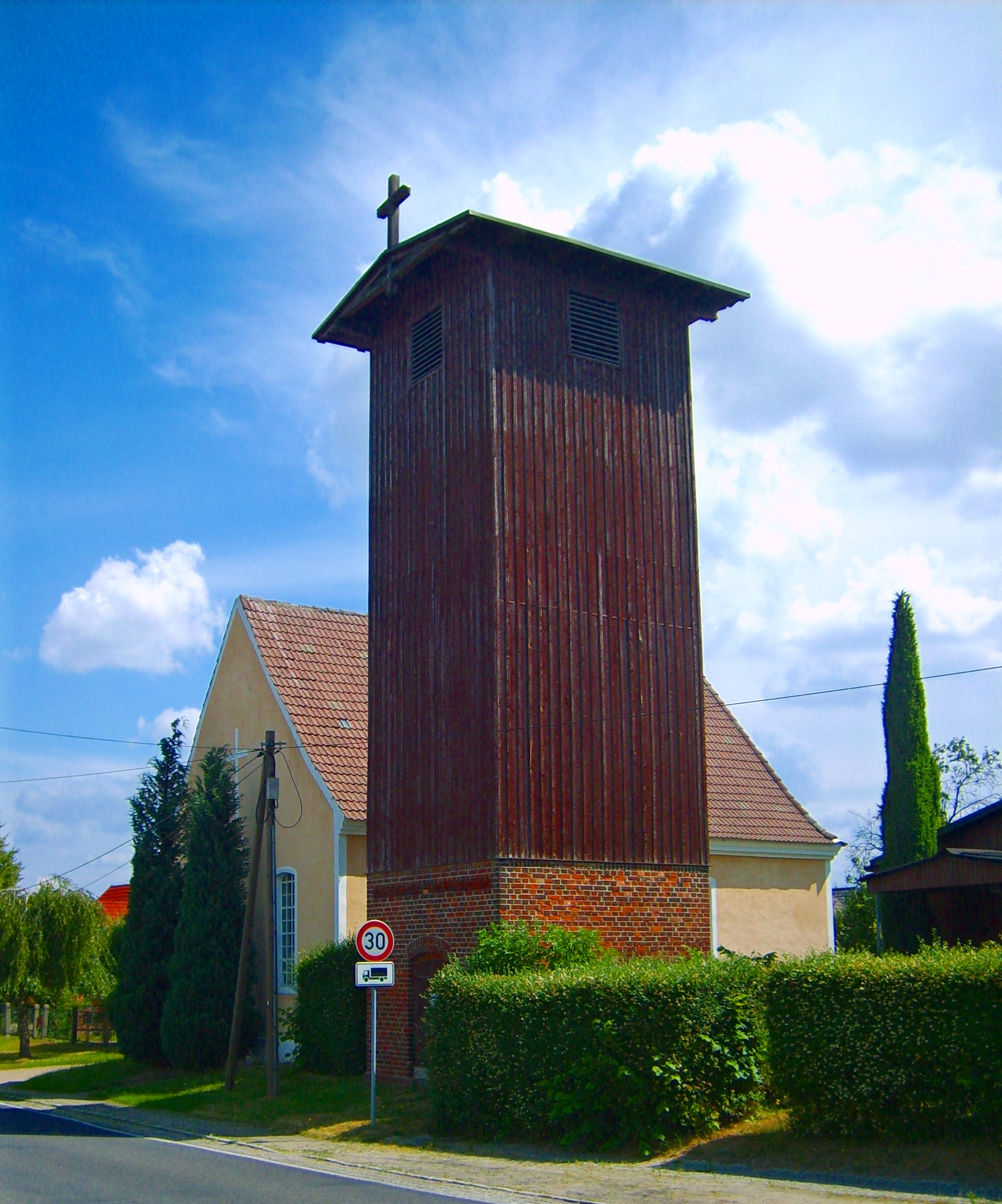
Dorfkirche Staupitz

In der Liste der Baudenkmale in Gorden-Staupitz und in der Liste der Bodendenkmale in Gorden-Staupitz stehen die in der Denkmalliste des Landes Brandenburg eingetragenen Kulturdenkmale.
- Dorfkirche Staupitz, Saalkirche aus der Zeit um 1717, die 1888 um einen Glockenturm ergänzt wurde. Die Kirchenausstattung stammt einheitlich aus der Bauzeit, darunter auch ein Taufengel aus dem Anfang des 18. Jahrhunderts.
- Grabstätte mit Gedenktafel auf dem Friedhof des Ortsteils Staupitz, erinnert an einen Wehrmachtssoldaten, der im April 1945 öffentlich hingerichtet wurde, weil er den weiteren Kriegsdienst verweigert hatte

## Verkehr
Gorden-Staupitz liegt an den Landesstraßen L 62 zwischen Elsterwerda und Finsterwalde und L 63 zwischen Staupitz und Lauchhammer.

## Persönlichkeiten
- Oswald Haberland (1877 in Gorden; † 1947 in Hannover), Erzgießermeister, Unternehmer und Kunsthändler.
- Erich Walther (1903–1948), Generalmajor der Luftwaffe im Zweiten Weltkrieg, in Gorden geboren
- Annelore Zinke (* 1958), Geräteturnerin, begann ihre Laufbahn in Gorden